# بليحاء عطرية
البليحاء العطرية أو خُزَام عَطِر أو ريزيدة (باللاتينية: Reseda odorata) نوع نباتي من جنس البليحاء.

## الموئل والانتشار
موطنها وادي النيل والمغرب العربي ولكنها تتواجد أيضًا في المشرق العربي وأوروبا كنبات دخيل.

## الوصف النباتي
نبات عشبي.

## مرادفات للاسم العلمي
- (باللاتينية: Reseda phyteuma var. odorata (L.) Fiori)
- (باللاتينية: Reseda neilgherrensis Müll. Arg.)
- (باللاتينية: Reseda odorata var. neilgherrensis (Müll. Arg.) Abdallah & de Wit)